# Лабішин (гміна)
Гміна Лабішин (пол. Gmina Łabiszyn) — місько-сільська гміна у північній Польщі. Належить до Жнінського повіту Куявсько-Поморського воєводства.
Станом на 31 грудня 2011 у гміні проживало 9748 осіб.

## Площа
Згідно з даними за 2007 рік площа гміни становила 166.92 км², у тому числі:
- орні землі: 59.00%
- ліси: 31.00%

Таким чином, площа гміни становить 16.95% площі повіту.

## Населення
Станом на 31 грудня 2011:
| Опис     | Загалом | Загалом | Чоловіки | Чоловіки | Жінки | Жінки |
| -------- | ------- | ------- | -------- | -------- | ----- | ----- |
| одиниця  | осіб    | %       | осіб     | %        | осіб  | %     |
| все      | 9748    | 100     | 4937     | 50.65    | 4811  | 49.35 |
| міське   | 4545    | 100     | 2254     | 49.59    | 2291  | 50.41 |
| сільське | 5203    | 100     | 2683     | 51.57    | 2520  | 48.43 |

## Сусідні гміни
Гміна Лабішин межує з такими гмінами: Барцин, Біле Блота, Нова-Весь-Велька, Шубін, Злотники-Куявські, Жнін.